# Tales of the Jedi: Dark Lords of the Sith
L'1 d'octubre de 1994 l'editorial americana Dark Horse llançava el primer còmic (Tales of the Jedi: Dark Lords of the Sith) d'una sèrie de sis basat de nou en l'univers de Star Wars, més concretament en el seu Període de l'Antiga República, deixant passar només un mes des del llançament de l'últim còmic de la sèrie Tales of the Jedi: The Freedon Nadd Uprising.
El volum recopilatori de Tales of the Jedi no s'editaria fins a febrer de 1996.

## Història
La història se situa amb prou faenes setmanes després de l'anterior sèrie. L'Aprenent Jedi Exar Kun decideix abandonar l'Acadèmia Jedi de Dantooine després d'atacar al seu Mestre i es dirigeix a aprendre del Costat Fosc a mons Sith com Korriban o Dxun, on l'esperit de Freedon Nadd el guia fins a Yavin per a convertir-ho en Sith. Mentre Exar Kun es destrueix a l'esperit de Nadd es converteix en Sith i es prepara per a organitzar aliances i atacar a la República.
D'altra banda, milers de Jedi es reuneixen en Danuta per a parlar de l'extensió del Costat Fosc i els més vells i savis es reuneixen en un Consell.
Mentrestant, Ulic Qel-Droma queda atrapat en el Costat Fosc després d'intentar infiltrar-se en la secta fosca Krath. Qel-Droma i Kun prompte s'enfrontaran, trobant-se cara a cara amb l'antiquíssim esperit de Marka Ragnos, el qual decidirà com ha de ser el pròxim Senyor Fosc del Sith.

## Apartat Tècnic
El guió va ser escrit per Tom Veitch i Kevin J. Anderson, que van formar equip aquesta vegada; els dibuixos són de Chris Gossett.